# Jessica Shepard
Jessica Lynn Shepard (Fremont, 11 settembre 1996) è una cestista statunitense naturalizzata slovena, professionista nella WNBA.

## Carriera
È stata selezionata dalle Minnesota Lynx al secondo giro del Draft WNBA 2019 (16ª scelta assoluta).

## Palmarès
Campionato italiano: 1
Reyer Venezia: 2023-2024